# Stenaphorurella quadrispina
Stenaphorurella quadrispina is een springstaartensoort uit de familie van de Tullbergiidae. De wetenschappelijke naam van de soort is voor het eerst geldig gepubliceerd in 1901 door Börner.